# Trebra
Trebra est une commune allemande de l'arrondissement de Kyffhäuser, Land de Thuringe.

## Géographie
|              | Kyffhäuserland | Oberbösa   |
| Großenehrich | Trebra         | Niederbösa |
|              | Topfstedt      |            |

## Histoire
Trebra est mentionné pour la première fois au IXe siècle dans un répertoire des biens de l'abbaye d'Hersfeld sous le nom de Dribure. En 874, des moines bénédictins fondent un domaine agricole. Une ancienne grange est illustrée de fresques bibliques. En 1000, le roi Otton III offre Trebra à l'archevêché de Magdebourg.

## Source, notes et références
- (de) Cet article est partiellement ou en totalité issu de l’article de Wikipédia en allemand intitulé « Trebra » (voir la liste des auteurs).